# برنارد فولز
برنارد فولز (مواليد 30 يوليو 1968) هو سبّاح كندي، مثّل بلاده في الألعاب الأولمبية الصيفية 1984.

## روابط خارجية
برنارد فولز على موقع الاتحاد الدولي للسباحة (الإنجليزية)
- برنارد فولز على موقع أوليمبيديا (الإنجليزية)